# Fußball (Zeitschrift)
Fußball war eine deutsche Sportzeitschrift. Die Sportzeitung erschien erstmals 1911 und war eines der ersten Fußballfachblätter in Deutschland, die sich wirtschaftlich trugen und auf Dauer etablieren konnten. Redaktionssitz der von Eugen Seybold herausgegeben und gleichzeitig als Verbandsorgan fungierenden Zeitschrift war München. Zu den bekannteren Mitarbeitern der Zeitung gehörten Sepp "Joschi" Kirmaier (1897–1967), der Pionier des Sport-Hörfunks im BR, ab 1924 Hanns Schödel, der hernach auch für diverse andere Medien schrieb (u. a. "Der Kicker", "Fußball Woche"), und Michael Steinbrecher (1915–1997), der berühmte Münchener Sportjournalist, der dort 1933 eine Stelle antrat um das Handwerk des Sportjournalisten zu erlernen.
Auch Walther Bensemann, ehemaliger Vereinskollege Seybolds vom Karlsruher FV und späterer Gründer und Herausgeber des "Kicker" war ab März 1920 für kurze Zeit in der Redaktion beschäftigt.
In den 1920er Jahren rang der „Fußball“ mit dem „Kicker“ und der „Berliner Fußballwoche“ um die Vorherrschaft im Segment der Fußballfachzeitschriften. Nachdem die Auflage des „Fußball“ lange Zeit über der des Konkurrenzblatts „Kicker“ gelegen war, löste dieser das „Fußball“-Magazin Ende der 1930er Jahre als auflagenstärkste Sportzeitung ab. Kriegsbedingt fusionierte das Blatt 1943 mit dem Sportmagazin „Kicker“ und wurde im Herbst 1944 schließlich ganz eingestellt. Nach dem Zweiten Weltkrieg wurde das Blatt 1948 neu gegründet, jedoch bereits im Jahr 1951 wieder eingestellt.